# Ramin Bahrani
Ramin Bahrani (Winston-Salem, 20 de março de 1975) é um cineasta e roteirista norte-americano.